# Дмитрия Донского
Дмитрия Донского — посёлок в черте города Челябинска, ранее входил в составе рабочего посёлка Фёдоровка, до этого являлся посёлком в Сосновском районе.

## География
Находился в южной части Сосновского района, главная улица поселка — Силикатная

## История
В 1963 году слился в месте с некоторыми другими населёнными пунктами в рабочий посёлок Фёдоровка.
В 2004 году после упразднения Фёдоровки вошёл в черту города Челябинска.

## Инфраструктура
В поселке работают фельдшерско-акушерский пункт и отделение милиции.